# Grant Lewis
Grant Lewis (* 20. Januar 1985 in Pittsburgh, Pennsylvania) ist ein ehemaliger US-amerikanischer Eishockeyspieler, der im Verlauf seiner aktiven Karriere zwischen 2003 und 2016 unter anderem annähernd 200 Spiele in der American Hockey League (AHL) auf der Position des Verteidigers bestritten hat. Darüber hinaus absolvierte Lewis weitere 102 Partien für die Straubing Tigers sowie den EHC Red Bull München in der Deutschen Eishockey Liga (DEL) und stand in einem Spiel für die Atlanta Thrashers in der National Hockey League (NHL) auf dem Eis.

## Karriere

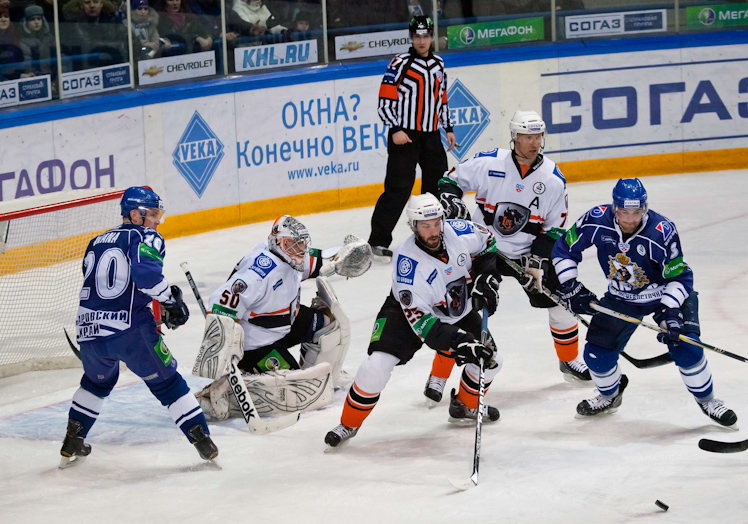
Lewis (Bildmitte) im Trikot des HC Lev Poprad (2012)

Lewis begann seine Karriere als Eishockeyspieler in seiner Heimatstadt bei den Pittsburgh Forge, für die er in der Saison 2002/03 in der Juniorenliga North American Hockey League (NAHL) aktiv war. Anschließend besuchte er vier Jahre lang das Dartmouth College, für dessen Eishockeymannschaft er parallel am Spielbetrieb der National Collegiate Athletic Association (NCAA) teilnahm. Dort konnte er überzeugen und wurde 2004 in das All-Rookie Team und das First All-Star Team sowie 2006 in das Second All-Star Team der ECAC Hockey gewählt. Während seiner Universitätszeit wurde der Verteidiger im NHL Entry Draft 2004 in der zweiten Runde als insgesamt 40. Spieler von den Atlanta Thrashers aus der National Hockey League (NHL) ausgewählt.
Für deren Farmteam, die Chicago Wolves, spielte der Verteidiger von 2007 bis 2010 in der American Hockey League (AHL) und gewann mit der Mannschaft in der Saison 2007/08 den Calder Cup. Für die Atlanta Thrashers selbst kam er im Lauf der Spielzeit 2008/09 zu seinem einzigen Einsatz in der NHL. Das Spieljahr 2009/10 beendete Lewis bei den Hershey Bears, mit denen er ebenfalls den Calder Cup gewann. Im September 2010 wurde der Abwehrspieler im Tausch für Ian McKenzie zu den Nashville Predators transferiert, spielte während der gesamten Saison 2010/11 jedoch ausschließlich für deren AHL-Kooperationspartner Milwaukee Admirals.
Zur Spielzeit 2011/12 wurde der US-Amerikaner vom slowakischen Klub HC Lev Poprad aus der Kontinentalen Hockey-Liga (KHL) verpflichtet. Nach einem Jahr in der KHL wechselte Lewis im August 2012 zu den Straubing Tigers aus der Deutschen Eishockey Liga (DEL). Nur eine Saison später gab der EHC Red Bull München die Verpflichtung des Abwehrspielers bekannt, der zunächst einen Einjahresvertrag unterschrieb. Im November 2014 zog sich Lewis eine Schulterverletzung zu und verpasste dadurch den Großteil der Saison 2014/15. Im November 2015 wurde der US-Amerikaner vom EHC Black Wings Linz aus der österreichischen Erste Bank Eishockey Liga (EBEL) unter Vertrag genommen. Wenige Wochen nach seinem Wechsel zu Linz erlitt er nach einem Check erneut eine Schulterverletzung, musste operiert werden und fiel für den Rest der Saison aus. Danach trat er im professionellen Eishockey nicht mehr in Erscheinung.

### International
Mit dem Nationalteam der Vereinigten Staaten nahm Lewis im Jahr 2013 am Deutschland Cup teil. Dabei erzielte er in drei Spielen ein Tor. Das Turnier schlossen die US-Amerikaner auf dem ersten Rang ab.

## Erfolge und Auszeichnungen
| - 2004 ECAC All-Rookie Team - 2004 ECAC First All-Star Team - 2006 ECAC Second All-Star Team | - 2008 Calder-Cup-Gewinn mit den Chicago Wolves - 2010 Calder-Cup-Gewinn mit den Hershey Bears |

## Karrierestatistik
(Legende zur Spielerstatistik: Sp oder GP = absolvierte Spiele; T oder G = erzielte Tore; V oder A = erzielte Assists; Pkt oder Pts = erzielte Scorerpunkte; SM oder PIM = erhaltene Strafminuten; +/− = Plus/Minus-Bilanz; PP = erzielte Überzahltore; SH = erzielte Unterzahltore; GW = erzielte Siegtore; 1 Play-downs/Relegation; Kursiv: Statistik nicht vollständig)